# Viola (colore)
Il colore viola (AFI: /ˈvjɔla/ o /viˈɔla/) prende il nome dal fiore omonimo di cui descrive il colore.
In pittura si dice che il viola è un colore secondario, in quanto deriva dalla mescolanza dei colori primari blu e rosso.
Si differenzia dal violetto, che è un colore puro presente nello spettro elettromagnetico della luce visibile.
Nel mondo vegetale, il colore viola può indicare la presenza di antocianine.

## Utilizzi simbolici
Questo colore si riscontra spesso legato al potere e prestigio del re e dei principi, sia negli abiti che nelle pietre preziose, come l'ametista, e nel velluto di seta che foderava in parte le corone d'oro dei regnanti.
Nel cristianesimo il viola è il colore dei paramenti liturgici usati nei periodi di purificazione penitenziale (Avvento e Quaresima).
I vescovi e gli arcivescovi anglicani lo portavano anche come colore dell'abito corale, compreso il primate di Canterbury dai tempi di Enrico VIII, veste e mozzetta, zucchetto con berretta, come pure i vescovi della confessione luterana, da antica tradizione, quando anche i vescovi cattolici romani in epoca medioevale lo usavano, insieme con il colore bluetto o cinerino, per poi cedere in epoca più recente al colore "paonazzo", un colore che si avvicina al moderno fucsia.

## Superstizioni
Durante i quaranta giorni quaresimali, nel Medioevo venivano vietati tutti i tipi di rappresentazioni teatrali e di spettacoli pubblici che si tenevano per le vie o le piazze delle città. Questo comportava notevoli disagi economici per gli attori e per tutti coloro che vivevano di solo teatro. Per questo motivo il colore viola, che rappresentava le celebrazioni liturgiche della Quaresima, è considerato di cattivo auspicio in teatro e in televisione.
In epoca preromana nei popoli centro-italici il colore viola era legato alle carestie e quindi precedeva l'attuazione del ver sacrum, da qui l'utilizzo del colore viola da parte dei romano-cristiani nei periodi precedenti un cambiamento o un rinnovo.